# Common Gateway Interface

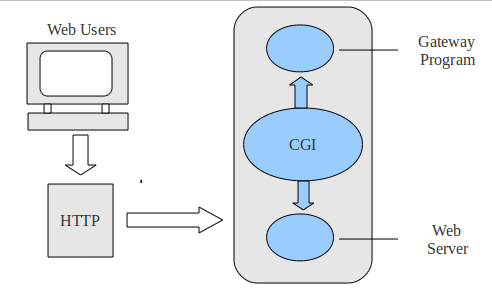
Schematyczne przedstawienie interfejsu CGI

CGI (ang. Common Gateway Interface) – znormalizowany interfejs, umożliwiający komunikację pomiędzy oprogramowaniem serwera WWW a innymi programami znajdującymi się na serwerze. Zazwyczaj program serwera WWW wysyła do przeglądarki statyczne dokumenty HTML. Za pomocą programów CGI można dynamicznie (na żądanie klienta) generować dokumenty HTML, uzupełniając je np. treścią pobieraną z bazy danych.
Programy CGI są często pisane w językach interpretowalnych takich jak Perl, przez co nazywa się je także skryptami CGI.

## Cechy CGI
- Stabilny (bez zmian od 1995), dostępny za darmo standard.
- Implementacja CGI nie jest zależna od konkretnej platformy sprzętowej/systemowej, natomiast zależy od konkretnego programu serwera WWW. Większość popularnych serwerów ma zaimplementowany mechanizm CGI, włączając w to serwery działające na systemach Unix (Apache, Sun Java System Web Server, NSCA), działające na platformie Microsoft Windows (Apache, Netscape, Microsoft IIS) oraz Macintosh (Apache, WebStar). Również wiele innych serwerów implementuje interfejs CGI.
- Szeroki wachlarz możliwości zastosowania (patrz zastosowanie)
- Programy CGI można pisać praktycznie w dowolnym języku programowania. Często wykorzystuje się Perla, PHP, Ruby, Tcl, C, C++, Visual Basic i AppleScript. Dla wielu z tych języków stworzono biblioteki wspomagające obsługę CGI.
- Obsługa CGI wiąże się zazwyczaj z tworzeniem nowego procesu na każde żądanie. Powoduje to duże obciążenie serwera, zwłaszcza dla języków interpretowanych. Powstały rozwiązania przyśpieszające typu FastCGI lub automatyczne tworzenie tymczasowych wersji kompilowanych.

## Zastosowanie programów / skryptów CGI
- Dynamiczne generowanie dokumentów przed wysłaniem ich do przeglądarki (np. z aktualną datą)
- Tworzenie dokumentów w oparciu o dane znajdujące się w bazie i formatowanie rekordów w celu wyświetlenia ich zawartości na stronie
- Pobieranie i formatowanie danych będących wynikiem działania innego oprogramowania (np. dane pobierane z urządzenia pomiarowego mogą być na bieżąco wysyłane do przeglądarki)
- Generowanie i przetwarzanie ankiet i kwestionariuszy
- Tworzenie dynamicznych ilustracji - takich jak wykresy czy schematy

## Bezpieczeństwo
Ponieważ programy CGI nie różnią się praktycznie niczym od pozostałych programów uruchamianych na serwerze są tak samo podatne na występowanie błędów i awarie. Ponieważ jednak w większości przypadków programy/skrypty CGI otrzymują oraz przetwarzają dane „z zewnątrz”, bardzo ważne jest, aby sprawdzić dokładnie ich poprawność. Nie ma żadnej gwarancji, że użytkownik strony wypełni wszystkie pola formularza zgodnie z przeznaczeniem, wyśle do serwera poprawne dane lub program/skrypt CGI nie stanie się przedmiotem ataku crackera. Z tych powodów zaleca się stosowanie pewnych reguł podczas pisania programów/skryptów CGI.
- Należy zwracać szczególną uwagę na bezbłędność aplikacji
- Wszystkie dane odbierane z zewnątrz powinny być dokładnie weryfikowane szczególnie pod kątem ich rozmiaru, zgodności typu i zawartości
- Programy/skrypty CGI powinny być uruchamiane z względnie najniższymi uprawnieniami lub, jeśli to możliwe, w odizolowanym środowisku chroot
- Administrator serwera powinien mieć ścisłą kontrolę nad dostępnymi programami/skryptami CGI. Aby ułatwić to zadanie, większość serwerów umożliwia uruchamianie tylko tych programów, które znajdują się w specjalnym katalogu (zazwyczaj cgi-bin w głównym katalogu serwera)

## Wymiana danych między serwerem a programami CGI
Zgodnie ze specyfikacją CGI istnieją wyraźnie określone drogi wymiany danych między serwerem a skryptem CGI oraz w drugą stronę. Zgodnie ze specyfikacją dane mogą być dostępne dla skryptu CGI w dwóch postaciach: jako dane pojawiające się na standardowym wejściu programu lub w specjalnych zmiennych środowiskowych tworzonych przez serwer podczas uruchamiania programu CGI. Wyniki program/skrypt wysyła na standardowe wyjście, a oprogramowanie serwera poddaje je dalszemu przetwarzaniu.

### Zmienne środowiskowe
| Zmienna           | Typ                                                             | Opis |
| ----------------- | --------------------------------------------------------------- | --- |
| SERVER_SOFTWARE   | Zmienne tworzone dla wszystkich żądań                           | Informacja o programie serwera, który uruchomił program CGI. Format: nazwa/wersja np. Apache/1.3.37 (Unix).                                         |
| SERVER_NAME       | Zmienne tworzone dla wszystkich żądań                           | Nazwa hosta, na którym działa serwer w postaci nazwy DNS, aliasu DNS lub adresu IP.                                                                 |
| GATEWAY_INTERFACE | Zmienne tworzone dla wszystkich żądań                           | Wersja specyfikacji CGI zaimplementowanej przez program serwera. Format: CGI/wersja np. CGI/1.1.                                                    |
| SERVER_PROTOCOL   | Zmienne tworzone w zależności od konkretnego żądania            | Nazwa i wersja protokołu użytego podczas odbierania żądania od klienta. Format: protokół/wersja np. HTTP/1.1.                                       |
| SERVER_PORT       | Zmienne tworzone w zależności od konkretnego żądania            | Numer portu, z którego nastąpiło żądanie. Zazwyczaj 80.                                                                                             |
| REQUEST_METHOD    | Zmienne tworzone w zależności od konkretnego żądania            | Metoda, za pomocą której nastąpiło żądanie. Dla protokołu HTTP może być: „GET”, „POST”, „HEAD”, ...                                                 |
| PATH_INFO         | Zmienne tworzone w zależności od konkretnego żądania            | Dodatkowe informacje na temat ścieżki do programu CGI.                                                                                              |
| PATH_TRANSLATED   | Zmienne tworzone w zależności od konkretnego żądania            | Rzeczywista ścieżka dostępu do programu CGI. |
| SCRIPT_NAME       | Zmienne tworzone w zależności od konkretnego żądania            | Nazwa wykonywanego programu/skryptu. |
| QUERY_STRING      | Zmienne tworzone w zależności od konkretnego żądania            | Dane przekazane do programu CGI wraz z adresem URL po znaku „?”.                                                                                    |
| REMOTE_HOST       | Zmienne tworzone w zależności od konkretnego żądania            | Nazwa hosta, z którego odebrano żądanie. Jeżeli nie można jej uzyskać, serwer powinien ustawić zmienną REMOTE_ADDR, a tą pozostawić niezainicjowaną |
| REMOTE_ADDR       | Zmienne tworzone w zależności od konkretnego żądania            | Adres IP hosta, z którego odebrano żądanie. |
| AUTH_TYPE         | Zmienne tworzone w zależności od konkretnego żądania            | Zmienna używana podczas autoryzacji użytkowników przed dostępem do chronionych dokumentów na serwerze. Zależy od protokołu i konfiguracji serwera.  |
| REMOTE_USER       | Zmienne tworzone w zależności od konkretnego żądania            | Tak samo jak w przypadku zmiennej AUTH_TYPE. |
| REMOTE_IDENT      | Zmienne tworzone w zależności od konkretnego żądania            | Nazwa zdalnego użytkownika. Rzadko używana ze względów bezpieczeństwa. Zobacz RFC 931 ↓.                                                            |
| CONTENT_TYPE      | Zmienne tworzone w zależności od konkretnego żądania            | Jeżeli wysłano jakieś dane, zmienna przechowuje informację o typie tych danych.                                                                     |
| CONTENT_LENGTH    | Zmienne tworzone w zależności od konkretnego żądania            | Rozmiar (w bajtach) danych przekazywanych do serwera za pomocą metody POST.                                                                         |
| HTTP_ACCEPT       | Zmienne pobierane z nagłówka HTTP wysyłanego przez przeglądarkę | Typy MIME akceptowane przez przeglądarkę klienta pobrane na podstawie nagłówka HTTP.                                                                |
| HTTP_USER_AGENT   | Zmienne pobierane z nagłówka HTTP wysyłanego przez przeglądarkę | Informacje dotyczące przeglądarki klienta. Format: oprogramowanie/wersja biblioteka/wersja.                                                         |

Oprócz zmiennych przedstawionych w tabeli w zależności od oprogramowania serwera mogą być tworzone inne zmienne środowiskowe. Więcej informacji na ich temat znajduje się w dokumentacji oprogramowania.
W ramce poniżej znajduje się przykładowy skrypt CGI napisany w Perlu, który wyświetla dostępne zmienne środowiskowe.
```
#!/usr/bin/perl

print
 
"Content-type: text/html\n\n"
;

foreach
 
$key
 
(
keys
 
%ENV
)
 

{

    
print
 
"$key --> $ENV{$key}<br>"
;

}

```